# Coasta Lată
Coasta Lată este un sit arheologic din Agrij, Sălaj, monument istoric clasificat sub cod LMI SJ-I-m-B-04919.03.